# Believe×Believe
「Believe×Believe」（ビリビリ）は、超特急の7枚目のシングル。2014年6月11日にSDRから発売された。

## 概要
前作「ikki!!!!!i!!」以来約3か月ぶりのシングルで、2014年第2弾シングル。
表題曲「Believe×Believe」は、テレビ東京系テレビアニメ『遊☆戯☆王ARC-V』オープニングテーマ。
一般流通仕様の『ビリビリ盤』『冒険盤』及び「BULLET TRAIN ONEMAN SHOW 2014 真夏の全国Zepp TOUR 〜孤高の戦士達が力を解き放つ時 感電注意報発令!〜」のライブチケットに同梱された『ツアー盤』の3種で発売され、初動売上は約3.3万枚を記録。「Kiss Me Baby」以来3作連続で自己の記録を更新した。

## 収録曲
ビリビリ盤
1. Believe×Believe [4:31]
作詞・作曲：フジノタカフミ / 編曲：MEG.ME
2. We Can Do It! [3:52]
作詞・作曲・編曲：吉岡大志

冒険盤
1. Believe×Believe
2. Pretty Girl [3:43]
作詞・作曲・編曲：渡辺未来

ツアー盤
1. Believe×Believe

## タイアップ
| 曲名            | タイアップ                                      |
| --------------- | ----------------------------------------------- |
| Believe×Believe | テレビ東京系『遊☆戯☆王ARC-V』オープニングテーマ |